# Ausländer
Ausländer je píseň německé industrialmetalové skupiny Rammstein, která vyšla 28. května 2019 jako třetí singl z jejich sedmého studiového alba Rammstein.

## Klip
Video režíroval Jörn Heitmann a bylo zveřejněno 28. května 2019 v 19.00 středoevropského letního času. Den před vydáním vyšla stejně jako u předchozích dvou singlů z alba Rammstein krátká předpremiéra. Členové kapely jsou zobrazeni jako objevitelé, kteří přijeli na ostrov a zpívají o tom, že jsou cizinci a musí se učit nové věci, jazyky a zvyky. Nakonec odjíždí z ostrova jen pět členů skupiny Rammstein. Flake zůstává na ostrově se svou novou přítelkyní a stává se vůdcem kmene.

## Seznam skladeb

### CD
1. „Ausländer“ – 3:51
2. „Radio“ – 4:37
3. „Ausländer“ (Remix by R3HAB) – 3:49
4. „Ausländer“ (Remix by Felix Jaehn) – 3:27
5. „Radio“ (Remix by twocolors) – 5:00

### Vinyl
1. „Ausländer“ – 3:51
2. „Radio“ – 4:37
3. „Radio“ (Remix by twocolors) – 5:00